# Ruža Ignatovová
Ruža Ignatovová (* 30. května 1980, Ruse; přezdívaná „královna kryptoměn“) je Bulharka známá jako zakladatelka kryptoměny OneCoin, fungující na principu Ponziho schématu.
List The Times označil OneCoin za „jeden z největších podvodů v historii“. Ignatovová získala od investorů z celého světa zhruba 4 miliardy dolarů.
V květnu 2022 zařadil Europol Ignatovovou na seznam 48 nejhledanějších zločinců v Evropské unii.

## Život
Když bylo Ignatovové 10 let, přestěhovala se její rodina do Německa. Část dětství tak strávila ve Schrambergu ve spolkové zemi Bádensko-Württembersko. V roce 2005 získala titul Ph.D. v oboru mezinárodního práva soukromého na Kostnické univerzitě.
V roce 2010 Ruja se svým otcem Plamenem Ignatovem, inženýrem v oboru slévárenských technologií, vstoupili jako investoři do krachujícího slévárenského závodu ve městě Waltenhofen na jihu Bavorska. Ignatovová však najala vlastní poradenskou firmu, placenou z peněz slévárny. Investoři také stále odkládali slíbený nákup klíčového vybavení. Slévárnu nakonec prodali za symbolické 1 euro, poté definitivně zkrachovala. V roce 2016 byla Ignatovová v Německu odsouzena za porušení povinností v insolvenčním řízení, zpronevěru a porušení účetních povinností. Dostala pokutu 18.000€ a dvouletou podmínku.
Už v roce 2014 však založila společnost OneCoin. Prodávala balíčky prakticky bezcenných učebních materiálů o tom, jak obchodovat s kryptoměnami. Tím bylo dosaženo zdání legálnosti obchodu. Součástí balíčků byl v závislosti na jeho ceně vždy také určitý počet tzv. tokenů, které bylo možné využít k virtuální těžbě kryptoměny OneCoin ze serverů v Bulharsku a Hongkongu. Cena balíčku se pohybovala mezi 100 a 118 000 eury. Vytěžené OneCoiny mělo být v budoucnu možné vyměnit za libry, dolary nebo eura výhradně na online burze OneCoin Exchange.
Na propagaci OneCoinu pracovala Ignatovová až do roku 2017. Jen v roce 2016 firma získala více než dvě miliardy dolarů po celém světě (např. také v Ugandě). Pak začala utrácet – koupila si jachtu a nemovitosti v Bulharsku za desítky milionů dolarů. Soustavně však odkládala otevření burzy OneCoin Exchange, na což stále intenzivněji naléhali investoři. Burza měla být nakonec spuštěna v říjnu 2017 v Lisabonu. Na tento mítink však Ignatovová už nepřijela. Poslední známé místo jejího pobytu je podle vyšetřování amerického FBI letiště v Sofii, kde 25. října 2017 nasedla do letadla společnosti Ryanair směřujícího do Athén.
Po jejím zmizení se objevily spekulace, že byla jen tváří podvodu a mohla být zavražděna jeho skutečnými organizátory, stojícími v pozadí. Některá zjištění také naznačují, že by se mohla pohybovat podél pobřeží Středozemního moře na palubách soukromých jacht. V květnu 2022 zařadil Europol Ignatovovou na seznam 48 nejhledanějších zločinců v Evropské unii.